# مربع ساتور

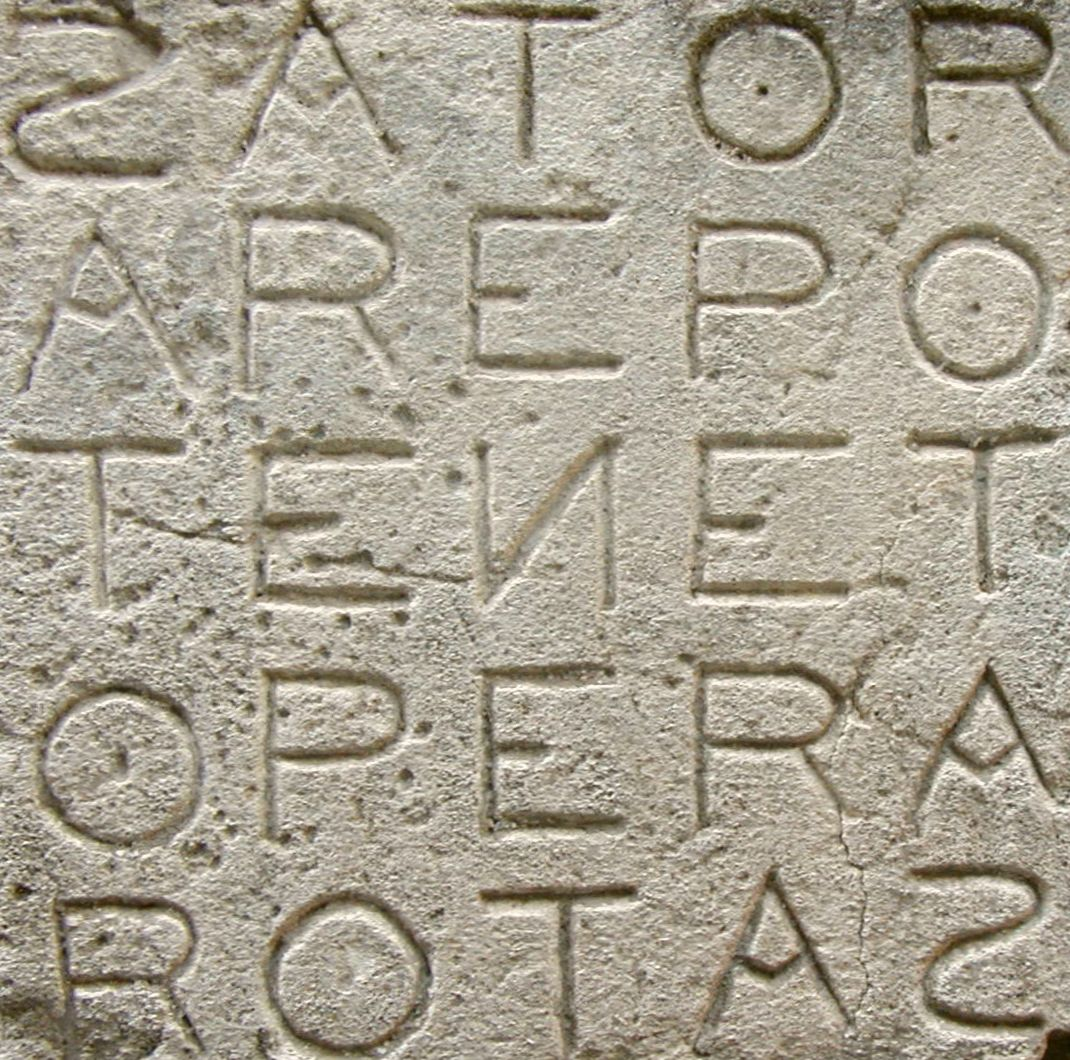
مربع ساتور في مقابل ، فرنسا

الصليب المركزي الذي تكونه كلمة "Tenet" أفقيا وعموديا في مربع ساتور، مما يجعل لمربع ساتور رمزية مسيحية ويهودية مثله في ذلك مثل صليب تاو العبري، كما أنه يضاهي النظام الروماني لكاردو وديكومانوس الذي يمثل معابر الطرق المركزية عبر المدن.

مربع ساتور (أو مربع روتاس ) هو مربع كلمات يحتوي على خمسة كلمات متناظرة لاتينية. الشكل الأقدم هو ROTAS باعتباره السطر العلوي، ولكن مع مرور الوقت أصبح SATOR في السطر العلوي هو المسيطر. هو مربع من خمسة في خمسة مكون من خمس كلمات من 5 أحرف وبالتالي يتكون من 25 حرفًا في المجموع ، كلها مشتقة من ثمانية أحرف لاتينية: خمسة أحرف ساكنة (S ، T ، R ، P ، N) وثلاثة أحرف متحركة ( A ، E ، O).

## الترجمة
SATOR
(اسم serere ) (من serere = يزرع) الزارع ، الزارع ، المؤسس ، السلف (الإلهي عادة) ؛ المنشئ. حرفيا «بذرة».
AREPO
غير معروف ، من المحتمل أن يكون اسمًا صحيحًا ، سواء تم اختراعه أو ربما من أصل مصري ، على سبيل المثال شكل مشفر لاسم حربوقراط أو هور هاب ( سيرابيس ).
TENET
(فعل) (من tenere = يمسك) هو / هي يحتفظ به ، يحافظ عليه ، يفهم ، يمتلك ، يتقن ، يحفظ ، يدعم.
OPERA
(الاسم الرمزي أو الجر أو النصب) عمل ، رعاية ، مساعدة ، عمل ، خدمة ، جهد / مشكلة ؛ (من opus ): (الاسم الرمزي ، النصب أو الدعائي) الأعمال ، الأعمال ؛ (الاجتثاث) مع الجهد.
ROTAS
( روتا ، نصب الجمع rota ) عجلات (فعل) أنت (مفرد) تستدير أو تتسبب في تدوير.

## معرض الصور

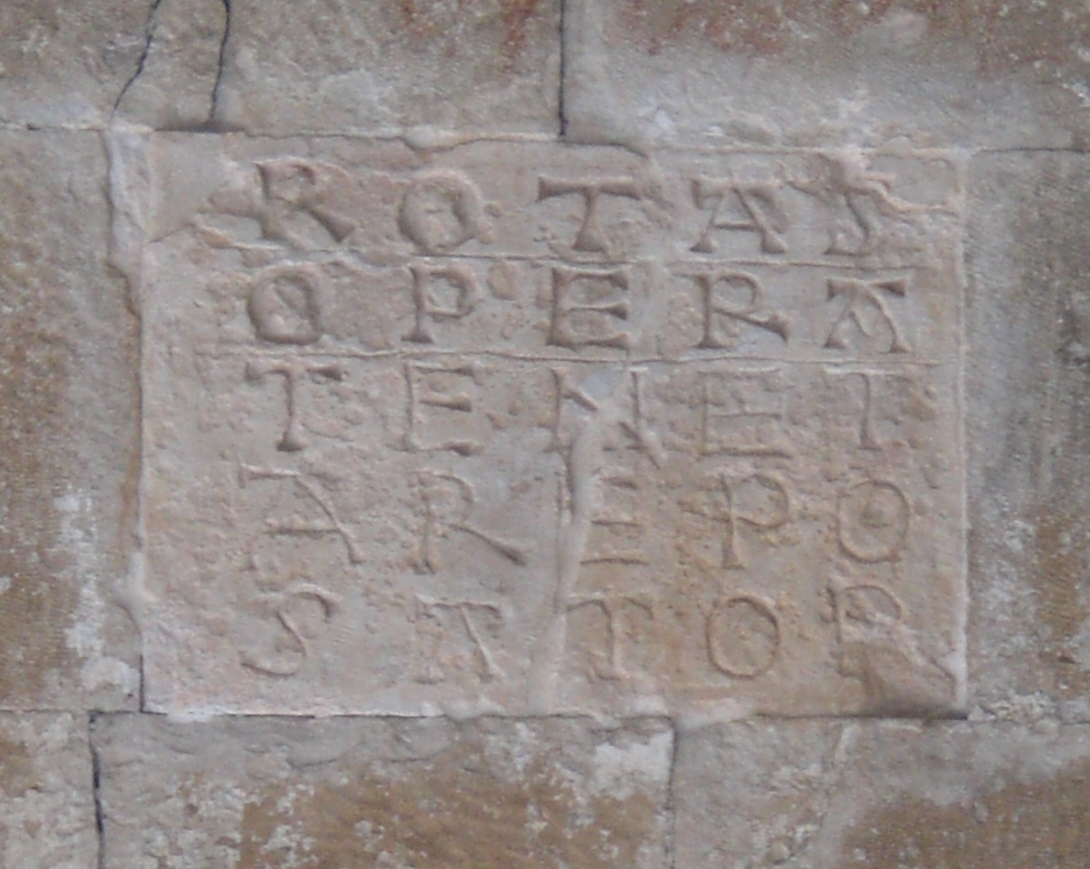
مربع روتاس على واجهة يعود تاريخها إلى القرن الثامن في دير القديس بطرس في إيطاليا
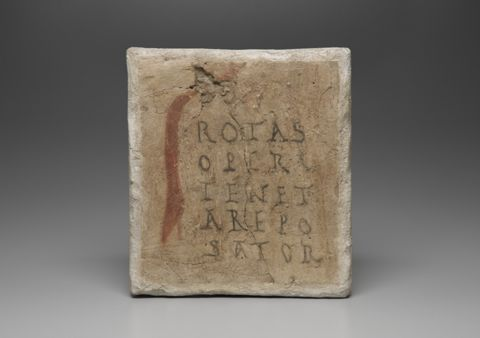
أحد مربعات روتاس الأربعة التي عثر عليها في منطقة دورا أوروبوس الأثرية في سوريا، والتي يعود تاريخها إلى حوالي عام 200 م